# Jaime Gavilán
Jaime Gavilán Martínez (* 12. Mai 1985 in Valencia) ist ein spanischer Fußballspieler.

## Karriere
Mit 17 Jahren gehörte Gavilán bereits dem Profikader des spanischen Erstligisten FC Valencia an. Er kam in der Saison 2002/03 nur auf fünf Einsätze und wurde im Jahr darauf überhaupt nicht eingesetzt.
Im Sommer 2004 verlieh ihn der FC Valencia an CD Teneriffa in die zweite spanische Liga. 2005 verlieh in Valencia direkt danach an den FC Getafe weiter, wo er in 32 Spielen fünf Tore erzielte.
Im Sommer 2006 kehrte er nach Valencia zurück. In der Saison 2006/07 bestritt er zwölf Spiele für Los Che, davon nur eins über die volle Spielzeit. Die zweite Hälfte der darauffolgenden Saison verbrachte er leihweise bei Getafe, wo er regelmäßig zum Einsatz kam.
Zur Saison 2008/09 wechselte Gavilán mit einem Vierjahresvertrag zum FC Getafe, wo er seither einer der Leistungsträger des Teams ist.
Gavilán wurde 2003 mit der U-20-Nationalmannschaft Spaniens Vizeweltmeister.

## Erfolge
- U-20-Vizeweltmeister: 2003